# Dinastía XI de Egipto
La Dinastía XI o Undécima Dinastía forma parte la época final del primer periodo intermedio de Egipto y principios del Imperio Medio y transcurre aproximadamente de 2160 a 1990 a. C., esto es, el siglo XXI a. C. al completo, y parte de los siglos XXII a. C. y XX a. C. Consistió en siete reyes que gobernaron cerca de 160 años, tal y como registra el Canon Real de Turín. Fue durante esta dinastía cuando se unificó todo el antiguo Egipto bajo el poder de los faraones del Imperio Medio, tras el primer periodo intermedio. 

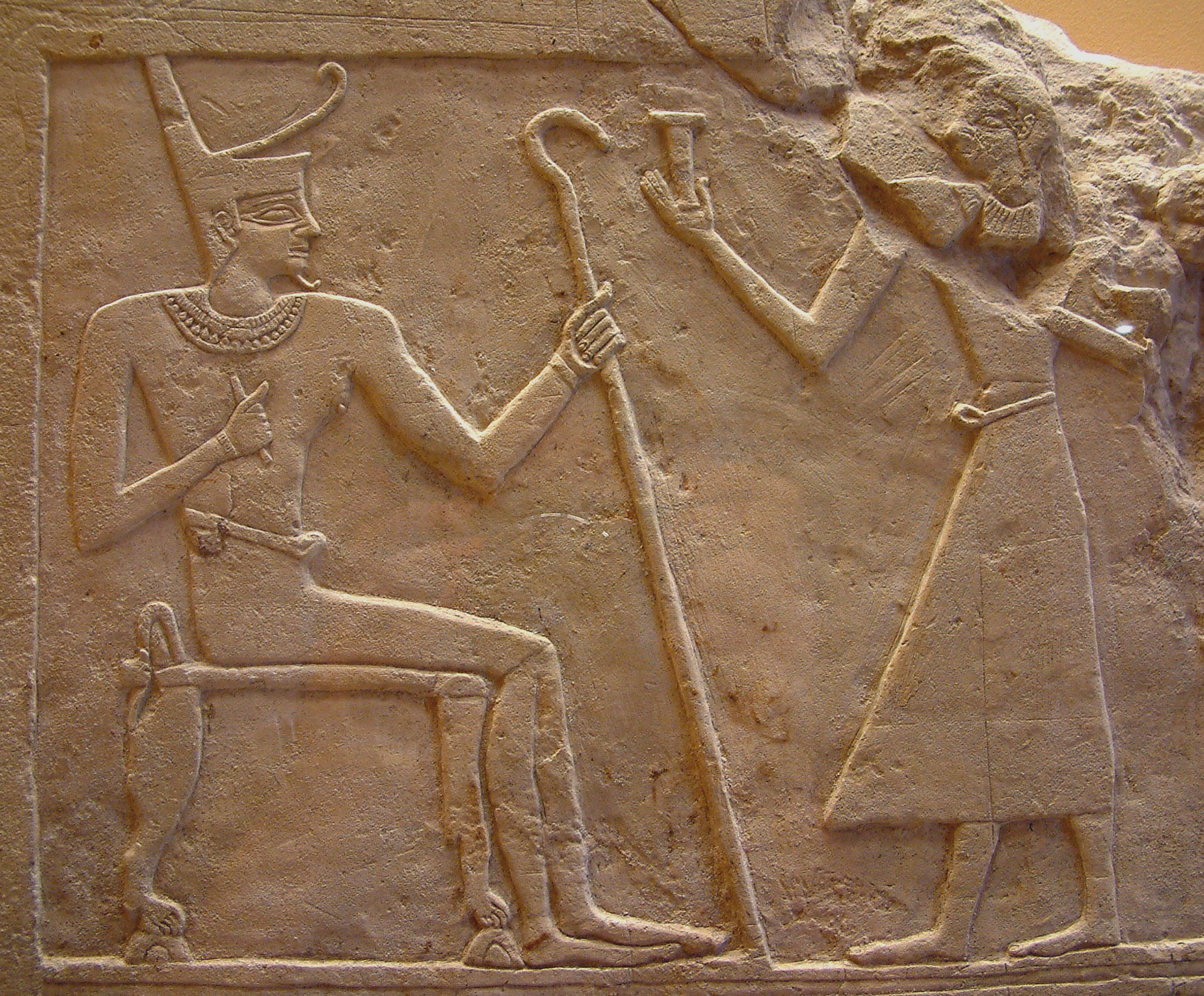
Mentuhotep, tocado con la corona roja del Bajo Egipto. Louvre.

## Historia
Las dinastías VII-X y el primer periodo de la dinastía XI se agrupan bajo del título de primer periodo intermedio de Egipto.  
La dinastía XI tiene sus orígenes con un nomarca de Tebas, Intef el hijo de Iku, que es mencionado en varias inscripciones de su época. Sin embargo, su inmediato sucesor, Mentuhotep I, es considerado el primer faraón de esta dinastía. 
Una inscripción grabada durante el reinado de Intef II (c. 2118-2069 a. C) muestra que él fue el primer faraón de esta dinastía que intentó gobernar sobre todo Egipto, hecho que llevó a los tebanos a la lucha contra los gobernantes de Heracleópolis Magna, de la dinastía X. 
Intef II emprendió varias campañas hacia el norte, río abajo, y capturó el importante nomo de Abidos. La lucha continuó intermitentemente entre las dinastías de Tebas y Heracleópolis hasta el año decimocuarto del reinado de Mentuhotep II (c. 2061-2010 a. C), y cuando derrotó a los gobernantes de Heracleópolis, esta dinastía pudo comenzar a consolidar su reinado. 
Los gobernantes de la dinastía XI reafirmaron la influencia de Egipto sobre las zonas colindantes de África y Oriente Próximo. Mentuhotep II reanudó el envío de expediciones a Fenicia para adquirir madera de cedro. Su hijo Mentuhotep III envió una expedición desde Coptos a la tierra de Punt. 

### Mentuhotep IV y el final de la dinastía
El reinado de su último gobernante, y el fin de esta dinastía, es un enigma. Los registros contemporáneos reseñan siete años "vacíos" después de la muerte de Mentuhotep III, que corresponden al reinado de Mentuhotep IV. 
Los eruditos modernos identifican a su visir Amenemhat con Amenemhat I, el primer faraón de la dinastía XII, estableciendo la hipótesis de que Amenemhat llegó a ser rey a causa de un golpe de Estado. Los únicos datos ciertos del reinado de Mentuhotep IV son dos inestimables inscripciones del visir Amenemhat encontradas en las canteras de Uadi Hammamat. 
La narración del historiador antiguo Manetón: "la dinastía XI consistió en 16 reyes que reinaron 43 años", es desmentida por inscripciones contemporáneas y el Canon Real de Turín, cuyo texto muestra que consistió en siete reyes que gobernaron cerca de 160 años. Sin embargo, su relato de que "esta dinastía se estableció en Tebas" está confirmado por evidencias contemporáneas.

## Faraones de la Dinastía XI
| Nombre común        | Nombre de Nesut-Bity | Nombre de Sa-Ra | Comentarios                        | Reinado              |
| ------------------- | -------------------- | --------------- | ---------------------------------- | -------------------- |
| Intef (hijo de Iku) |                      | Intef           |                                    | c. 2160 - 2150 a. C. |
| Mentuhotep I        |                      | Mentuhotep      |                                    | c. 2150 - 2130 a. C. |
| Intef I             | Sehertauy            | Intef           |                                    | c. 2130 - 2118 a. C. |
| Intef II            | Uahanj               | Intef           |                                    | 2118 - 2069 a. C.    |
| Intef III           | Najtnebtepnefer      | Intef           |                                    | 2069 - 2061 a. C.    |
| Mentuhotep II       | Nebhepetra           | Mentuhotep      | Comienzo del Imperio Medio c. 2040 | 2061 - 2010 a. C.    |
| Mentuhotep III      | Seanjkara            | Mentuhotep      |                                    | 2010 - 1998 a. C.    |
| Mentuhotep IV       | Nebtauyra            | Mentuhotep      |                                    | 1998 - 1990 a. C.    |

|                                                                                                   |
| Lista Real de Abidos: cartuchos de Mentuhotep II Nebhepetra (58) y Mentuhotep III Seanjkara (59). |